# Valle del Chiese
La Valle del Chiese è una valle che si estende nel Trentino sud-occidentale, appartenente alla regione storica delle Giudicarie. Costituisce fisicamente un'unica valle con la Valle Sabbia, situata nel nord-est della Provincia di Brescia.

## Geografia

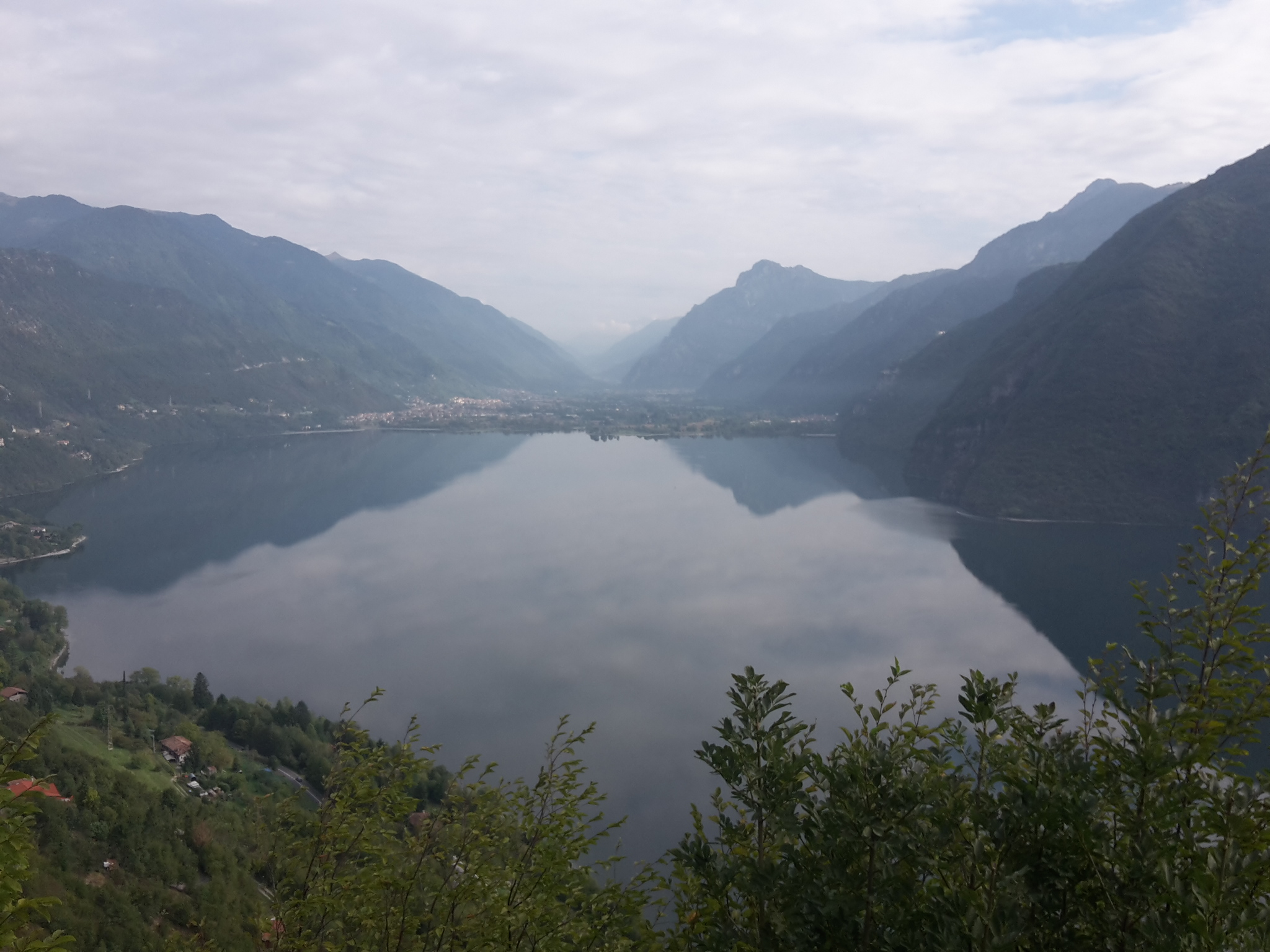
La valle del Chiese vista dalla Rocca d'Anfo

La valle prende il nome dal fiume Chiese che per il primo tratto scorre in val di Daone, per poi raccogliere le acque 
dell'affluente torrente Adanà che esce dalla valle di Bondone in comune di Roncone confluisce nel Chiese a Creto. Qui inizia propriamente la Valle del Chiese, per terminare nella piana di Storo (detta anche Piana d'Oneda) dove il fiume si immette nel lago d'Idro nel territorio compreso tra Baitoni (frazione di Bondone) e Ponte Caffaro (frazione di Bagolino), dopo aver ricevuto le acque del Caffaro.
La valle del Chiese è la parte inferiore delle cosiddette Giudicarie interiori e costituisce il territorio del bacino imbrifero montano del fiume Chiese. Il territorio del Comune di Roncone fa da spartiacque, poiché il torrente Adanà scende a sud tributando al fiume Chiese, mentre il torrente Arnò scorre a nord confluendo nel fiume Sarca nel territorio di Tione di Trento..
Il comune di Roncone appartiene sia al BIM del Chiese che al BIM del Sarca.

## Storia
La valle del Chiese fu abitata fin dalla preistoria come testimoniano i numerosi reperti archeologici ritrovati in quota sulle montagne e sui colli che si affacciano sulla valle allora paludosa e inabitabile. Poi fu occupata dai Galli Cenomani che si fusero con gli Stoni, conosciuti in epoca romana comunemente come i Reti conquistati dai figliastri di Augusto, Druso e Tiberio.
Il Cristianesimo vi arrivò con la predicazione di Faustino e Giovita patroni di Brescia. Sotto la guida di Sant'Ambrogio di Milano, poi giunse san Vigilio, ma nell'organizzazione ecclesiastica successiva al dominio carolingio la valle fu prevalentemente sotto la diocesi trentina. Civilmente la valle appartiene dal 1027 al Principato vescovile di Trento in un confronto continuo con il potere dei conti Lodron.
Nel secolo XIV vi soggiornò lungamente l'eretico Fra Dolcino che raccolse numerosi adepti tra cui il fabbro Alberto da Cimego. Vescovi, dogi e duchi si avvalevano dei poteri locali di confine per le loro esigenze e per le continue lotte per la supremazia territoriale, e i chiesani seppero trarne beneficio sotto forma di favori e privilegi ottenendo i privilegi doganali e vescovili a partire dal 1225 dai conti di Appiano e ampliati nel 1407 da Giorgio di Liechtenstein.
Nel novembre del 1526 i Lanzichenecchi passarono dalla valle del Chiese ove sostarono tre giorni. Vista l'impossibilità di superare la resistenza veneziana alla Rocca d'Anfo, il comandante Georg von Frundsberg decise di aggirare il lago d'Idro salendo sulle montagne di Bondone e Valvestino per poi scendere nella pianura padana e proseguire fino a compiere il Sacco di Roma.
In epoca moderna si ricorda la guerra Galosarda della successione spagnola, il passaggio delle truppe napoleoniche nel 1799, il passaggio nel 1848 dei corpi franchi, che al comando del generale Allemandi, inseguivano un battaglione austriaco in fuga fino alla sconfitta nella battaglia di Toblino. Al loro ritorno oltre 5000 volontari per alcuni mesi fecero ciò che vollero in queste terre. Nel luglio del 1866 Garibaldi arrivò fino a Cimego e a Bezzecca ove ricevette l'ordine di obbedire e ritornare.
Nel contesto delle storiche Sette Pievi delle Giudicarie, la valle del Chiese comprende le due Pievi di Bono e di Condino.

## Situazione attuale
I comuni trentini della valle del Chiese appartengono alla Comunità delle Giudicarie (C8) che racchiude anche la Val Rendena, la Busa di Tione, il Bleggio e il Lomaso.
Il comune di Bagolino, in Provincia di Brescia, fa parte, invece, della Comunità Montana della Valle Sabbia, che comprende i comuni del Lago d'Idro e quelli della Val Sabbia.